# Prosipho
Prosipho may also refer to the precursor to a siphuncle in cephalopods.
Prosipho là một chi ốc biển, là động vật thân mềm chân bụng sống ở biển trong họ Buccinidae.

## Các loài
Các loài trong chi Prosipho gồm có:
- Prosipho amiantus Oliver & Picken, 1984[3]
- Prosipho antarctidis (Pelseneer, 1903)
- Prosipho astrolabiensis (Strebel, 1908)
- Prosipho aurora Hedley, 1916[4]
- Prosipho bisculpta Thiele, 1912
- Prosipho cancellatus Smith, 1915[5]
- Prosipho certus Thiele, 1912[6]
- Prosipho chordatus (Strebel, 1908)[7]
- Prosipho congenitus Smith, 1915[8]
- Prosipho contrarius Thiele, 1912[9]
- Prosipho crassicostatus (Melvill & Standen, 1907)[10]
- Prosipho daphnelloides Powell, 1958[11]
- Prosipho elongatus Thiele, 1912[12]
- Prosipho enricoi Engl, 2004[13]
- Prosipho fuscus Thiele, 1912
- Prosipho gaussianus Thiele, 1912[14]
- Prosipho glacialis Thiele, 1912[15]
- Prosipho gracilis Thiele, 1912[16]
- Prosipho grohae Engl, Winfried, 2005[17]
- Prosipho harrietae Engl & Schwabe, 2003[18]
- Prosipho hedleyi Powell, 1958[19]
- Prosipho hunteri Hedley, 1916[20]
- Prosipho iodes Oliver & Picken, 1984[21]
- Prosipho macleani Hedley, 1916[22]
- Prosipho mundus Smith, 1915[23]
- Prosipho nestaris (Fleming, 1948)
- Prosipho nodosus Thiele, 1912
- Prosipho pellitus Thiele, 1912[24]
- Prosipho perversus Powell, 1951[25]
- Prosipho priestleyi (Hedley, 1911)[26]
- Prosipho propinquus Thiele, 1912
- Prosipho pupa Thiele, 1912
- Prosipho pusillus Thiele, 1912[27]
- Prosipho reversa Powell, 1958[28]
- Prosipho shiraseae Numanami, 1996[29]
- Prosipho similis Thiele, 1912[30]
- Prosipho sindemarkae Engl & Schwabe, 2003[31]
- Prosipho spiralis Thiele, 1912[32]
- Prosipho tomlini Powell, 1957
- Prosipho tuberculatus Smith, 1915[33]
- Prosipho turrita Oliver & Picken, 1984[34]
- Prosipho wayae Engl, Winfried, 2005[35]